# Vriesea seideliana
Vriesea seideliana är en gräsväxtart som beskrevs av Wilhelm Weber. Vriesea seideliana ingår i släktet Vriesea och familjen Bromeliaceae. Inga underarter finns listade i Catalogue of Life.